# مدحت شوقي
مدحت شوقي ، ممثل مصري .

## عن حياته
شارك في عشرات الأعمال ما بين السينما والمسرح والتلفزيون .

## من أعماله

### المسلسلات
- الإمام محمد عبده

## روابط خارجية
- مدحت شوقي على موقع قاعدة بيانات الأفلام العربية